# Цитоархитектоническое поле Бродмана 24

Анимация

24-е поле Бродмана — часть передней поясной коры мозга.

## История выделения
В 1909 году немецкий невролог Корбиниан Бродман выпустил монографию «Vergleichende Lokalisationslehre der Großhirnrinde», содержащую в себе карты разделения коры больших полушарий на цитоархитектонические поля, в числе которых было и 24-е поле передней поясной коры.

## Детектор ошибок
Предположительно, именно в 24-м поле Бродмана располагается открытый в 1968 году Натальей Петровной Бехтеревой «детектор ошибок». Было показано, что некоторые нейрональные группы, напрямую не контролирующие какой-либо вид деятельности, реагируют на её ошибочное выполнение. Например, вы вдруг чувствуете, что забыли о чём-то важном, но о чём конкретно, вспомнить ещё не можете. Это ощущение — типичный пример работы детектора ошибок. В данный момент исследования мозгового механизма детекции ошибок активно ведутся в Институте мозга человека РАН. Предполагается, что эти исследования могут привести к новым, менее травматичным методам лечения мозговых расстройств.

## Дальнейшее деление
В дальнейшем группа под руководством Брента Вогта на материале мозга макаки резуса провели цитологическое разделение поля на три части: 24a, 24b и 24c.